# بابو لال
بابو لال هو ملاكم هندي، مثّل بلاده في الألعاب الأولمبية الصيفية 1948.

## روابط خارجية
بابو لال على موقع أوليمبيديا (الإنجليزية)